# Patuakhali
Patuakhali este un oraș din Bangladesh.